# Edward Fagan
Edward Fagan (* 20. října 1952, Harlingen, Texas, USA), častěji jmenovaný prostě Ed Fagan, je americký právník.
Jedná se o bývalého amerického advokáta, který si vytvořil renomé při pomoci obětem holokaustu se získáním odškodnění a který se snažil uplatnit i v Evropě. Jeho kariéra však skončila neslavně, byl odsouzen za podvody a vyloučen z advokátní komory v New Yorku a v New Jersey za zneužití zmíněného odškodného.

## Holocaust
Podílel se na hromadné žalobě cca 30 000 pozůstalých po obětech holocaustu, kterou podal proti švýcarským bankám v létě 1998 a následně vyjednal pozůstalým vyrovnání ve výši 1,25 miliardy dolarů, jeho honorář činil podle švýcarského deníku 200 000 dolarů. Podle televize ABC se však Fagan zajímal víc o výši provize než o osud obětí holokaustu.

## Kaprun
Jednou z prvních Faganových akcí byl požadavek na okamžité soudní zastavení provozu všech kolejových lanovek v Rakousku z bezpečnostních důvodů poté, co se dozvěděl o 155 obětech tragického požáru v tunelové lanovce v rakouském Kaprunu – tehdy prohlásil, že bude „podávat žaloby v zastoupení poškozených jak v jižním okrsku New Yorku, tak v Rakousku“ s tím, že požadované odškodnění by podle jeho odhadu mohlo dosahovat „nejméně tři miliardy dolarů“. Není však známo, že by byl v této záležitosti jakkoliv úspěšný – naopak byl popotahován za nedovolené podnikání a odsouzen k pokutě 4852 €.

## Temelín
Pro českou veřejnost bylo mnohem zajímavější jeho angažmá v boji proti spuštění Jaderné elektrárny Temelín. O snaze získat Fagana pro svou snahu informovala představitelka salcburské protiatomové iniciativy Maria Fellnerová dne 5. 12. 2000 s tím, že by „měl především uplatňovat nároky na náhradu škod proti americkému koncernu Westinghouse v případě havárie Temelína“, protože Faganovo jméno mělo především Westinghousu „demonstrovat vážnost situace“.
V lednu 2001 přiletěl do Evropy a na tiskové konferenci 20. 2. 2001 emotivně požádal ČEZ a Westinghouse, aby do 20. března 2001 předložili dokumenty potvrzující bezpečnost elektrárny – nechtěl přitom upřesnit, co by podnikl v případě odmítnutí tohoto požadavku. Mluvčí ČEZ Daniel Častvaj odmítl Faganovy požadavky s tím, že veškerá dokumentace (s výjimkou částí podléhajícího obchodnímu tajemství) již zveřejněna je, a obdobně odmítavě se k věci postavil i vicepremiér Pavel Rychetský.
Mluvčí Častvaj navíc hned druhého dne vypustil do médií parodicky laděný otevřený dopis, kde jej na závěr vyzývá: „(...) Jsou-li vaše činy vedeny ušlechtilou snahou odvrátit jadernou apokalypsu, pak si vás dovolím informovat, že poté, co jsme nedávno slezli ze stromů, zřídil náš stát úřad, který dohlíží na bezpečnost jaderných zařízení. Dokonce i dokumentace, kterou žádáte, je veřejnosti přístupna například v informačním centru temelínské elektrárny. Pane Fagane, dobře nás poslouchejte! Myslíte si, že jsme hloupí? Jestli nás zažalujete, co budou jíst naše děti! Jestli nám do 20. března nepředáte kompletní dokumentaci domku vašeho souseda, najmeme Ally McBealovou a ta s vámi zatočí!“ Tato tisková zpráva se však nesetkala s větším ohlasem.
Po necelém měsíci přicestoval do ČR a 19. 3. 2001 se v Českých Budějovicích setkal se zástupci českých protitemelínských iniciativ. Následující den totiž končilo Faganovo ultimátum, a proto se advokát objevil v Temelíně, kde před branou elektrárny řekl novinářům, že chce „vidět alespoň dveře archívu, kde jsou uloženy dokumenty o bezpečnosti elektrárny“. Byl pak zaskočen tím, že mu provozovatel elektrárny umožnil prohlédnout si i strojovnu prvního bloku, blokovou dozornu a simulátor. Advokáta po elektrárně provázel mj. operátor Temelína Bohdan Zronek, mediálně se rovněž angažující. Fagan pak prohlásil, že „si není jist, co je nebezpečnější, jestli turbína, nebo jídelna“ a prodloužil své ultimátum ohledně dokumentace o další měsíc, přitom však podle mluvčího ČEZ Ladislava Kříže ani nevyužil možnost prohlédnout si požadované dokumenty, které jsou volně dostupné v informačním středisku elektrárny – vyjma pasáže týkající se duševního vlastnictví dodavatelů (postupy a výpočty) a fyzické ochrany elektrárny. Fagan se na tiskové konferenci rovněž dopustil jednoho velmi emotivního a neregulérního výroku na adresu ČEZ:  „Vy spouštíte Temelín, vy zabíjíte děti!“
Pak se, mimo jiné, účastnil neoficiálního veřejného slyšení k Temelínu, jež se konalo 19. 4. 2001 v rakouském Salcburku – zde pohrozil České republice žalobou, kterou je možné podat v ČR i v EU a která by pro ČR byla „jako právnická rána baseballovou pálkou“. Oficiální rakouské kruhy však toto jeho nadšení nesdílely a hornorakouský protiatomový pověřenec Radko Pavlovec prohlásil mj., že „pan Fagan je, pokud mi je známo, zástupcem dvou nevládních organizací a nemá žádné spojení na vládní kruhy, ať již v jednotlivých zemích, nebo na spolkové úrovni.“
Když druhý den končilo jeho nové ultimátum, požádal ho o rozhovor reportér MF DNES Antonín Pelíšek – o jeho osobnosti však svědčí, že rozhovor nedokončil: jakmile začal dostávat nepříjemné otázky, zvedl se a odešel. Vzápětí Fagan opustil Evropu a odmítl upřesnit, jaké a zda vůbec uskuteční další kroky proti Temelínu. Více než rozporuplný pocit z něj měli i čeští protijaderní činovníci, například podle Eduarda Sequense z hnutí Calla se Fagan vůbec nezajímal o informace, ale mluvil jen o sobě.
Z jiné strany se k němu vyjádřil tehdejší český premiér Miloš Zeman, který v Olomouci při rozhovoru pro deník MF DNES pronesl vážně nemyšlený návrh na uspořádání českého referenda o tunelových lanovkách v Rakousku s tím, že by si pak „česká strana mohla najmout nějakého fakana, doslova fakana, který by ji jako advokát zastupoval.“
V únoru 2002 se vrátil do Evropy a na tiskové konferenci v Českých Budějovicích obvinil ČEZ, že do Temelína nakupuje palivo s uranem z australských dolů, které patří japonským teroristům, a je tedy nutné zastavit transporty jaderného paliva do Temelína: „To se mi zvlášť po jedenáctém září může povést. Teď jste totiž pod mikroskopem amerických tajných a výzvědných služeb jak CIA, tak podobně i FBI,“ – výkonný ředitel elektrárny Temelín František Hezoučký se tomu však vysmál a ironicky prohlásil: „Jen ať pan Fagan dává pozor, aby nám to neukradli. Budu rád, když to bude sledovat spolu s FBI, budu mu držet palce. Jsem hrozně rád, že se o to stará.“
V říjnu 2002 prohlásil, že se stahuje z kauzy Temelín s poukazem na to, že „teď je na tahu politika“ a „politikové by měli vystupovat proti elektrárně společně s právníky“.

## Debakl
V roce 2002 se neúspěšně snažil přesvědčit soud o přímém vlivu černošského otroctví na počínání osmnácti amerických firem a ve Švýcarsku rovněž neúspěšně obviňoval banky Swiss UBS a Credit Suisse z finanční podpory jihoafrického apartheidu, v následujících dvou letech si neúspěch zopakoval při snaze obvinit z podpory apartheidu těžařské a technologické společnosti. Nakonec se pokusil vysoudit na rakouské bance Creditanstalt další odškodnění obětem holocaustu – i zde byl neúspěšný, navíc mu soud nařídil uhradit náklady řízení ve výši 350 000 dolarů. Protože tak neučinil, a navíc po něm 18 věřitelů vymáhalo dalších 9,4 milionu dolarů, vyhlásil v únoru 2007 osobní bankrot.
Další ranou pro něj bylo odsouzení za styk se sedmnáctiletou litevskou prostitutkou jménem Inga (podrobnosti na anglické Wikipedii).
Roku 2008 jej soud v New Yorku zbavil advokátské licence a v roce 2009 se stejně zachoval i Nejvyšší soud v New Jersey, který ho shledal vinným z okrádání klientů (shodou okolností právě pozůstalých holokaustu).

## Dluhopisy Karlových Varů
V říjnu 2011 zaslal jako zástupce neupřesněných věřitelů dopis karlovarskému primátorovi Petru Kulhánkovi, České národní bance i ministrovi financí Miroslavu Kalouskovi, ve kterém požadoval proplacení dluhopisů z roku 1924, splatných roku 1954. Dluhopisy měly být vydány Karlovými Vary v nominálních hodnotách 500 a 1 000 zlatých dolarů a celkově mělo jít v roce 2011 už zhruba o deset miliard korun. Samo město o jejich vydání nevědělo, ale Česká národní banka emisi potvrdila.
Koncem listopadu potom Fagan oznámil, že nejpozději 12. 12. zažaluje Karlovy Vary i Českou republiku proto, že mu neposkytly dostatečnou součinnost při ověřování jeho nároku a že se tím dopustily „podvodu, klamání, pokusu o manipulování médií a veřejného mínění a dalšího počínání, které porušuje jejich chování jako veřejných činitelů a zmenšuje důvěru veřejnosti.“ Ministerstvo financí ani primátor Kulhánek se však žaloby neobávají s odůvodněním, že veškeré nároky ve věci dluhopisů již bývalé Československo vyrovnalo před třiceti lety.
Podle informací uveřejněných na informačních a zpravodajských webech se Edward Fagan pokusí ještě do konce roku 2011 zablokovat údajné nacistické účty vedené ve švýcarských bankách. Vedou ho k tomu informace spojované s nabídkou jisté občanky ČR, která mj. i jemu nabízela čísla a hesla k těmto údajným kontům, ke kterým se měla dostat coby pravnučka nacistického generála Hanse Kammlera. Podle právníkova vyjádření měla tato data nabízet i jiným osobám za částku 7 mil. USD.